# The Man from Home (film 1922)
The Man from Home è un film muto del 1922 diretto da George Fitzmaurice.
Il film fu prodotto dalla sezione britannica della Famous Players (Lasky British Producers) e distribuito dalla Paramount Pictures. Uscì nelle sale il 30 aprile 1922.
Nel cast, anche Alfred Hitchcock, accreditato come scenografo e designer dei titoli.

## Trama
In Italia, il principe Kinsillo vuole sposare una ricca ereditiera per rimpinguare la sua fortuna che sta diminuendo in maniera allarmante. Mette gli occhi su Genevieve Granger-Simpson, una graziosa ragazza dell'Indiana orfana dei genitori. Dalla natia Kokomo arriva il tutore di Genevieve, Daniel Forbes Pike, per avere un colloquio con il futuro marito della sua pupilla. Nel corso del suo viaggio in Italia, Pike incontra il re che viaggia in incognito.
Qualche tempo dopo, l'amante del re, Faustina Ribière, viene uccisa da Kinsillo. La colpa dell'omicidio viene gettata su Ribière, il marito tradito di Faustina che Pike cerca di difendere dalle false accuse. Il padre di Kinsillo, allora, per proteggere il figlio, tenta di ricattare l'americano. Ma Pike non cede. Davanti al re, porta le sue prove che inchiodano il principe assassino. Genevieve, che fino a quel momento era tutta presa dalle attenzione con cui la circondava Kinsillo, resta ammagliata dalle doti del tutore e accetta lui come fidanzato. I due, finalmente, possono tornarsene insieme a Kokomo, Indiana.

## Produzione
Il film fu prodotto dalla Famous Players-Lasky Corporation. Venne girato in Italia, a Roma, Napoli, Sorrento e Capri tra l'ottobre e il novembre 1921.

### Soggetto
La sceneggiatura di Ouida Bergère si basa sul lavoro teatrale The Man from Home di Booth Tarkington e Harry Leon Wilson, presentato a Broadway in prima il 17 agosto 1908. La commedia riscosse un grande successo e restò in scena per 496 spettacoli, chiudendo l'anno seguente, il 6 novembre 1909. La commedia, sempre con il titolo The Man from Home, aveva già avuto nel 1914 una prima versione cinematografica diretta da Cecil B. De Mille e interpretata da Charles Richman.

## Distribuzione
Il copyright del film, richiesto dalla Famous Players-Lasky Corp., fu registrato il 9 maggio 1922 con il numero LP17872.
Venne distribuito dalla Paramount Pictures e, negli Stati Uniti, dalla Famous Players-Lasky Corporation. Nelle sale statunitensi, uscì il 30 aprile 1922. In Germania, prese il titolo di Die Luftschlösser der Dollarprinzessin.
Copia completa della pellicola viene conservata negli archivi del Filmmuseum di Amsterdam.